# BDŽ BCmot 05-01 bis 03
Die Fahrzeuge BDŽ BCmot 05-01 bis 03 (spätere Reihe 81) waren 1941 von Ganz & Co. in Budapest hergestellte vierachsige dieselmechanische Triebwagen für die mit Bosnischer Spurweite angelegten Schmalspurbahnen der bulgarischen Staatseisenbahn Balgarski Darschawni Schelesnizi (BDŽ).

## Geschichte

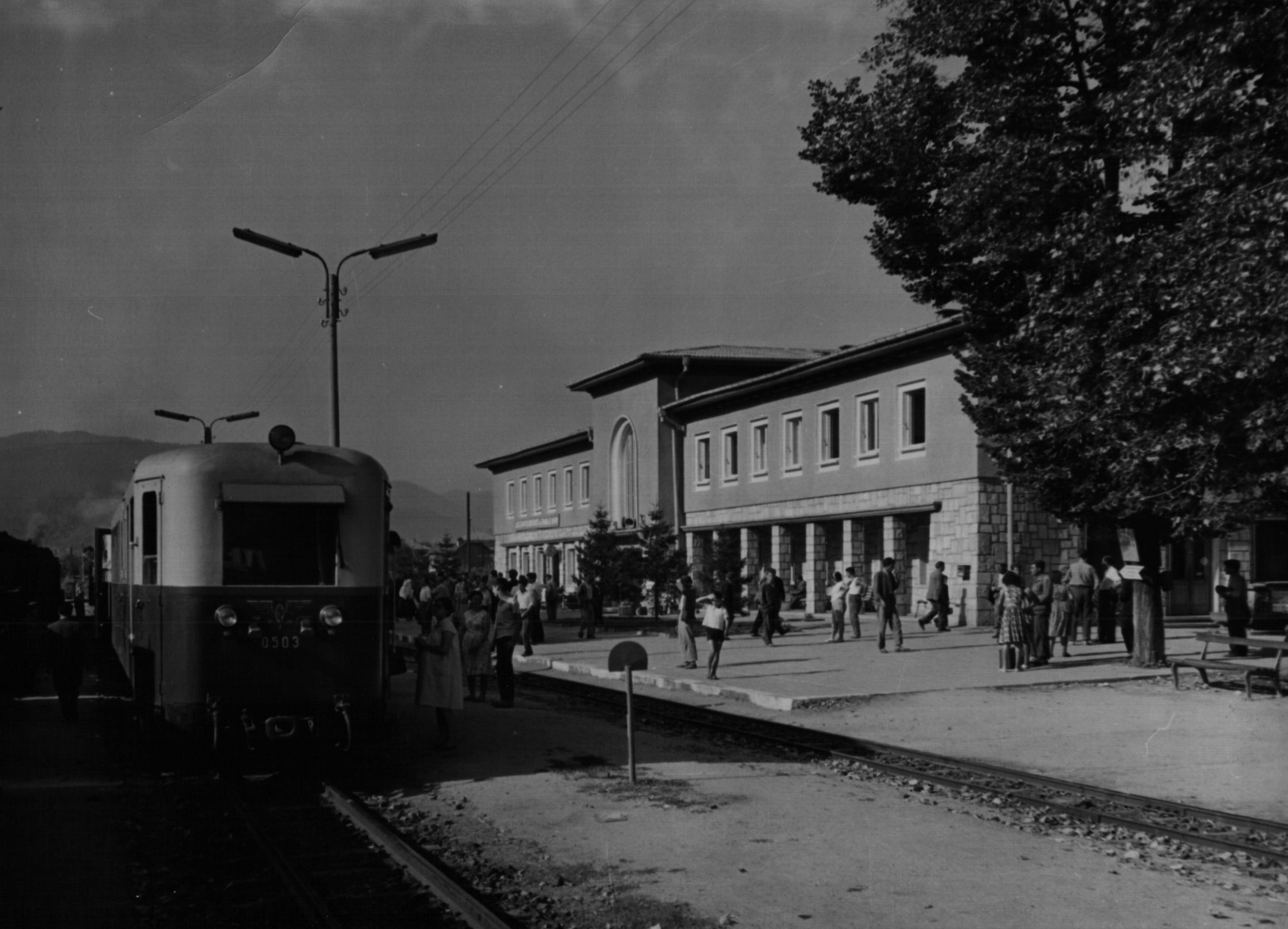
Triebwagen 05-03 in Welingrad (1963)

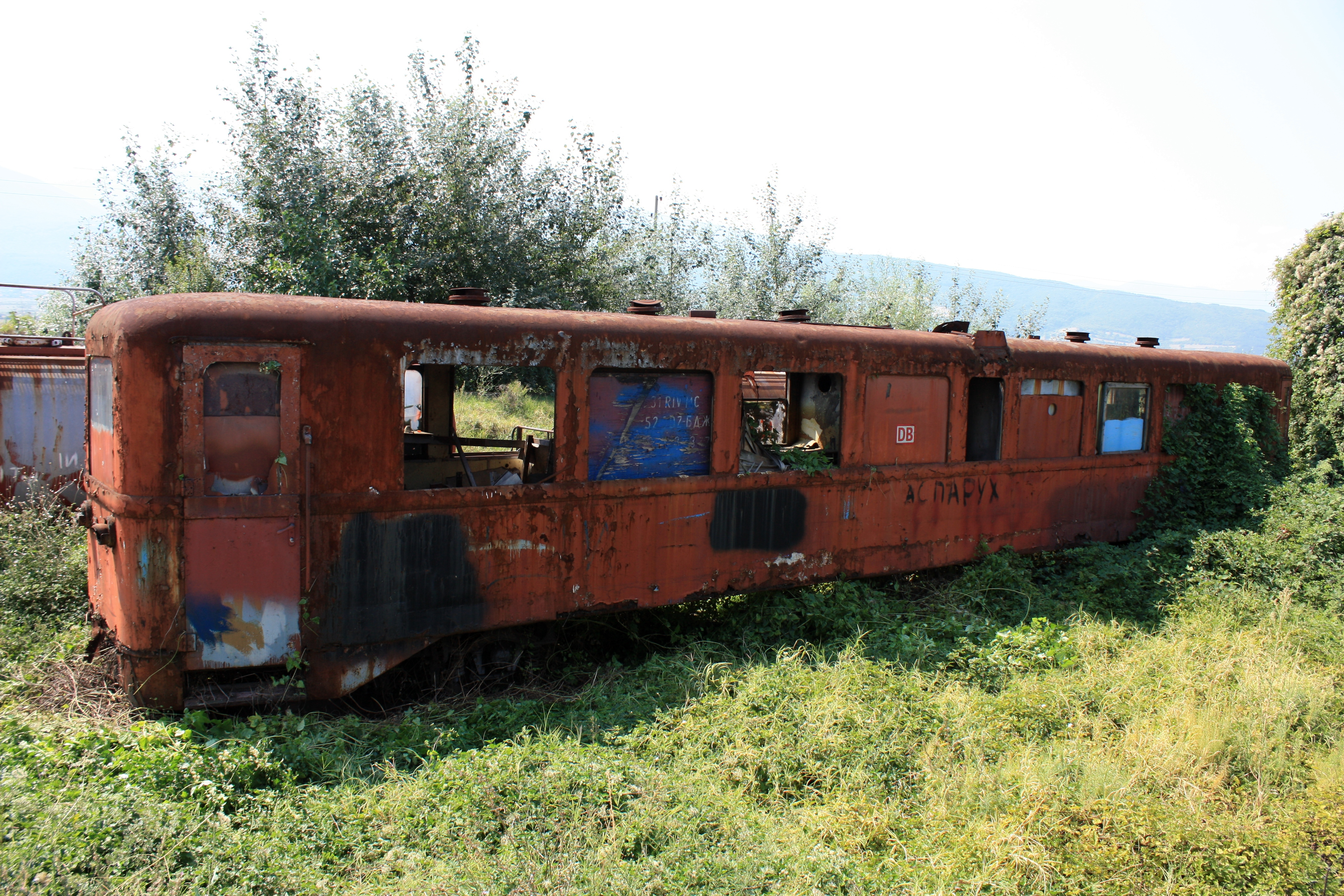
Beiwagen der Reihe 181 (oder 182) in Septemwri

In den vielen Tunnels der Rhodopenbahn trat naturgemäß eine große Belästigung des Personals und der Reisenden durch die Abgase der Dampflokomotiven ein. Daher beschloss die BDŽ bereits im Jahr 1939 die Beschaffung von Dieseltriebwagen zur Komfortverbesserung und 1941 erfolgte dann die Lieferung von drei Triebwagen mit 41 und drei dazugehörigen Beiwagen mit 62 Sitzplätzen. Sie erhielten die Bezeichnung BCmot 05-01 bis 03 und die Beiwagen hießen Cm 801–803. Eingesetzt wurden diese drei Triebwagen der ersten Serie nur auf der Rhodopenbahn. Sieben recht ähnliche Triebwagen waren bereits 1938 an die Jugoslawischen Eisenbahnen für das dortige Schmalspurnetz als Reihe 488 geliefert worden.
1952 wurden vier weitere Triebwagen mit höherer Leistung bestellt, sie erhielten die Bezeichnung BCmot 05-04 bis 07 (spätere Reihe 82). Sie unterschieden sich durch das etwas größere Motorabteil und eine andere Fenster- und Türenanordnung, die grundsätzliche Gestaltung war aber gleich. Dazu wurden weitere sechs Beiwagen in derselben Bauart wie zuvor geliefert (Cm 804–809). Die Waggonwerkstätte in Drjanowo (Вагонен завод Дряново) fertigte schließlich 1961 noch zwei weitere Beiwagen in der gleichen Bauweise, die allerdings etwas schwerer ausfielen (Cm 810–811, spätere Bezeichnung 182-01–02).
Bereits 1963 wurde der Triebwagen 05-03 ausgemustert und 1965 wurden die beiden anderen in die Baureihe 81 umgezeichnet, die Beiwagen erhielten die Nummern 181-01 bis 03. Nach der Lieferung der Diesellokomotiven der Reihe 75 in den Jahren 1965/66 blieben diese beiden Triebwagen in Septemwri, während die vier Exemplare der Reihe 82 zur Schmalspurbahn Červen Brjag–Orjachowo umbeheimatet wurden. Es verblieben ihnen aber nur mehr einige tägliche Pendelfahrten zwischen Septemwri, Pasardschik und Welingrad und ihre Ausmusterung erfolgte schon 1973 (81-01) bzw. 1975 (81-02).
Danach verliert sich die Spur der Fahrzeuge und es blieb keiner der Triebwagen erhalten, aber zumindest ein Beiwagen existiert noch in Septemwri. Möglicherweise existieren noch weitere davon im ehemaligen Depot in Červen Brjag und im Jahr 1999 war noch einer in Orjachowo abgestellt.
Aufnahmen der Fahrzeuge der Reihe 81 sind nur spärlich vorhanden: eine Postkarte zeigt einen Triebwagen mit Beiwagen in Welingrad und in dem Film „Бъди щастлива Ани“ (Viel Glück, Ani) von 1961 ist eine kurze Sequenz bei der Ausfahrt aus Tsepina zu sehen.

## Technische Merkmale
Der Ganz-Motor VI IaT 170/240 leistete 220 PS und gab sein Drehmoment auf das in Wagenmitte liegende mechanische Vierganggetriebe ab, von dem über Gelenkwellen alle vier Achsen beider Drehgestelle angetrieben wurden. Für die Steigungsverhältnisse der Rhodopenbahn waren die Triebwagen mit dem Antrieb auf alle Achsen damit optimal geeignet. Die Wagenkästen wurden in Stahlskelettbauweise hergestellt, in einer Wagenhälfte befanden sich dabei die Sitzplätze dritter Klasse in Holzlattenbauweise und in der anderen Hälfte war die Maschinenanlage, ein Gepäckabteil sowie das kleine Abteil zweiter Klasse platziert. Das Gepäckabteil war mit einer Falttür direkt zugänglich, der Eingang für die Reisenden erfolgte über die Führerstandtüren des Triebwagens. Die Einstiegsräume waren gleichzeitig auch die Arbeitsplätze für den Lokführer, auf der nicht benötigten Seite konnten die Bedienelemente durch Rollos verschlossen werden.
Die Beiwagen waren äußerlich sehr ähnlich gestaltet, bei ihnen fehlte aber das Gepäckabteil und die Mitteltüren. Dafür besaßen sie mit 62 Sitzplätzen eine deutlich höhere Kapazität.
Bei ihrer Anlieferung besaßen die Fahrzeuge einen damals modernen silber-grauen Anstrich. Später wurden einige Fahrzeuge in der unteren Hälfte hellblau und in der oberen Hälfte weiß gestrichen, mit einem Zierband dazwischen.

## Zweitbesetzung
1988 wurden die Verschublokomotiven der Baureihe 94 ebenfalls in die Baureihe 81 umbenannt, zu diesem Zeitpunkt waren aber keine Triebwagen dieser Baureihe mehr vorhanden.